# Owady społeczne

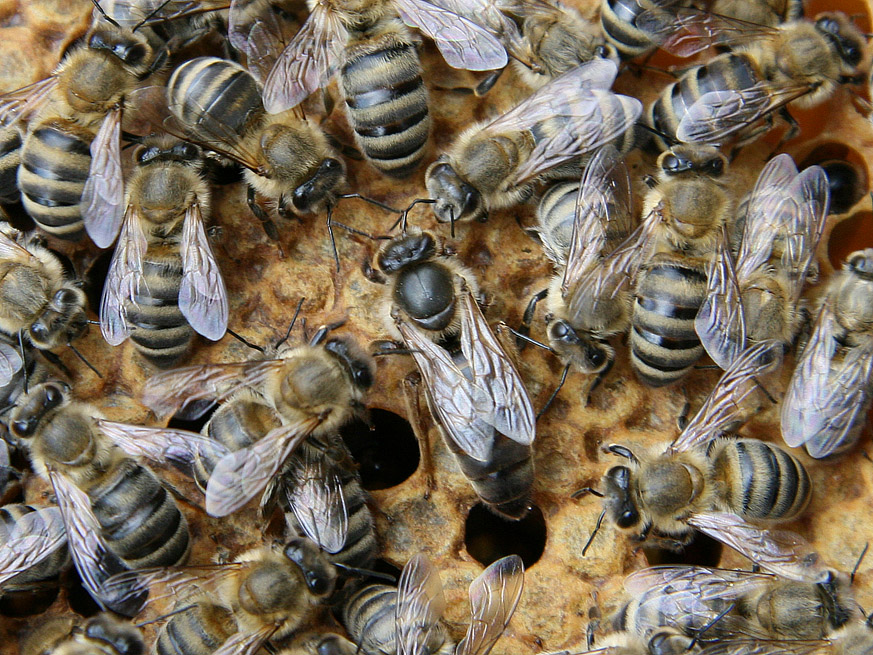
Pszczoły miodne (matka i robotnice) na plastrze miodu

Owady społeczne – gatunki owadów (Insecta), które tworzą mniej lub bardziej zaawansowane struktury społeczne.

## Klasyfikacja
W zależności od poziomu wykształconych struktur społecznych wyróżniane są:
- owady podspołeczne (subsocial)
- owady gromadne (communal)
- owady niemal społeczne (quasisocial)
- owady półspołeczne (semisocial)
- owady właściwie społeczne (eusocial)

## Owady parasocjalne
Osobniki gatunków nie w pełni społecznych współpracują ze sobą w ograniczonym zakresie, np.: wspólnie budują gniazda, wychowanie potomstwa ograniczając do czasu osiągnięcia dojrzałości. Wyższy stopień organizacji osiągają gatunki, których osobniki po wspólnym wybudowaniu gniazda pomagają sobie w opiece nad potomstwem.

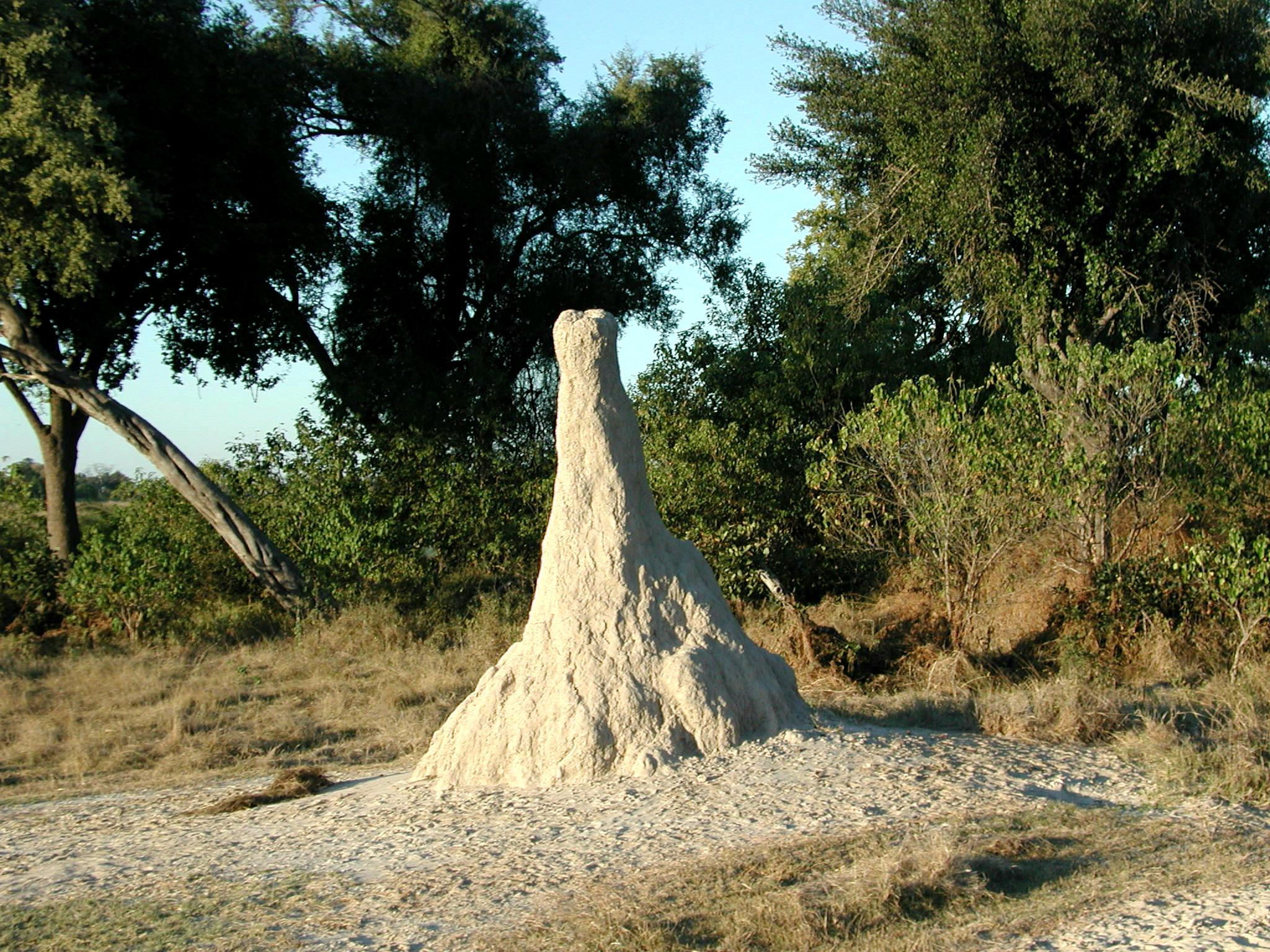
Wybudowanie takiego gniazda wymaga zaangażowania wielu osobników

Kolejnym etapem w rozwoju społeczności owadów jest specjalizacja w wykonywaniu określonych czynności. Pojawiają się kasty – robotnice, żołnierze i królowe. Wśród owadów niemal społecznych nie obserwuje się współwystępowania wielu pokoleń w jednej kolonii. Do tej grupy należą karaczany z rodziny Cryptocercidae.

## Owady eusocjalne
Owadami eusocjalnymi nazywane są te gatunki, wśród których wykształciły się zależności społeczne spełniające poniższe zasady:
- osobniki tego samego gatunku tworzą trwałą kolonię, w której występują co najmniej dwa pokolenia zdolne do wykonywania pracy na rzecz kolonii,
- w kolonii występuje podział na kasty – reprodukcyjną oraz nie biorącą udziału w procesie reprodukcji,
- występuje współdziałanie w opiece nad potomstwem.

Schemat ukazujący stosowaną przez pszczoły metodę informowania o kierunku i odległości od celu

Wśród owadów eusocjalnych obserwuje się wyraźne różnice morfologiczne pomiędzy przedstawicielami kast. Społeczności do funkcjonowania potrzebują ustalonych metod komunikacji. Owady społeczne komunikują się głównie za pomocą feromonów (sygnały chemiczne) oraz – w mniejszym stopniu – tańców (sygnały wizualne) i wydawanych dźwięków.
Owady, które uznaje się za owady eusocjalne:
- dwa gatunki australijskich wciornastków (Thysanoptera)
- dziesięć gatunków mszyc z rodziny bawełnicowatych (Pemphigidae)
- chrząszcz Austroplatypus incompertus[1]
- wszystkie termity (Isoptera)
- błonkówki (Hymenoptera): niektóre osowate (Vespidae), pszczoły (Anthophila) oraz wszystkie mrówkowate (Formicidae)